# Classicos
Classicos ist ein Musikalbum des Berner Hip-Hop-Kollektivs Chlyklass, das am 25. April 2008 veröffentlicht wurde. Als Interpreten sind die Rapper Krust und Poul Prügu der Band PVP sowie der Hip-Hop-Produzent und Rapper Big Stroke unter dem Namen Rollin' 500 (span. Rollin' Quinientos) angegeben. Das Album entstand zu grossen Teilen unter dem Einfluss von Alkohol.

## Entstehung
In den Jahren 2006 bis 2008 trafen sich die beiden MC’s Christoph „Krust“ Flury und Paul „Poul Prügu“ Meyrat sowie der offiziell nicht zur Chlyklass-Gruppe gehörende hauptsächlich als Produzent tätige Bruno „(Big) Stroke“ Fivian jeden Donnerstag im Chlyklass-Studio in Bern um Rum der venezolanischen Marke Cacique Quinientos zu konsumieren und aus Spass an Hip-Hop-Liedern zu arbeiten. Häufig nahmen auch andere Rapper der Gruppe wie Baze oder Phantwo an dem traditionellen Treffen teil und beteiligten sich dadurch an der Musik. Als zehn Musikstücke fertiggestellt waren, beschlossen Krust, Poul Prügu und Big Stroke, das Material als Album zu veröffentlichen.
Die Instrumentals auf dem Album stammen ausschliesslich von Big Stroke, der sie vor der Veröffentlichung von Classicos im nüchternen Zustand noch in diversen Bereichen ausbesserte. Abgemischt wurde das Album komplett von Jan „J-Steel“ Stehle im Studiomamma in Münchenbuchsee, das Mastering erfolgte im True Business in Berlin durch „Busy“, die Gestaltung des Artworks übernahm Tommy Letterface.

## Inhalt

### Titelliste
1. Intro – 1:27
2. Wime’s macht (feat. Diens) – 3:09

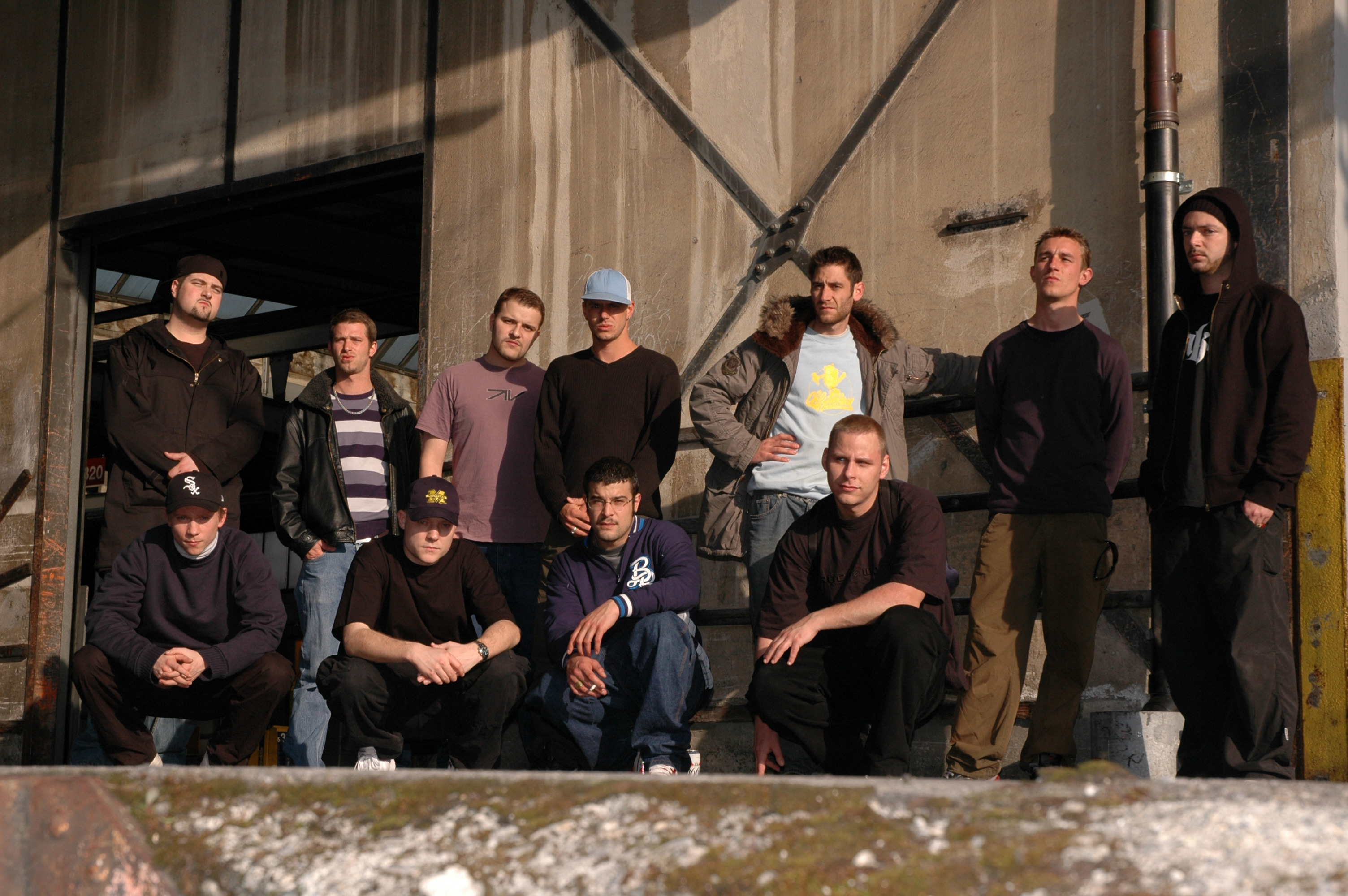
Chlyklass

3. Cash verteile (feat. Greis und Phantwo) – 3:57
4. Muetergf%+$ti Bi?%h (feat. Phantwo, Greis und Baze) – 8:07
5. Rollin' 500 – 4:23
6. Verbrönnti Finger (feat. Baze) – 4:10
7. I dänke... (feat. Greis) – 3:55
8. Uuuuhh!!! (feat. SLM 52) – 2:44
9. All in (feat. Diens) – 3:32
10. B's & H's (feat. Fonkeechild) – 3:12
11. Überzügt mi nid (feat. Greis) – 3:35
12. Zwüschestitch – 1:09
13. Säget yo! (feat. Phantwo und Diens) – 2:53
14. Ganz schön Gaga (feat. Phantwo) – 3:20
15. Iszyt – 3:14
16. Häbe’s abe (feat. Phantwo) – 4:19
17. Ke Allüre – 3:15

### Texte
Big Stroke ist als Rapper nur an den Liedern Rollin' 500 und Iszyt beteiligt und hat zudem die Scratches zu dem Album beigesteuert. Die hauptsächlich in angetrunkenem Zustand geschriebenen und aufgenommenen Texte beinhalten vor allem sogenannten Battle-Rap, bei dem die Verachtung gegenüber angeblich leistungsschwächeren Konkurrenten zum Ausdruck gebracht wird und die eigene Person übertrieben positiv beleuchtet wird. Einige Titel enthalten zudem humoristische Elemente oder beleuchten das Nachtleben der Musiker.
Das Stück Säget yo! kommt als einziges ohne die Beteiligung Flurys und Meyrats als Rapper aus und ist für die beiden Gastmusiker reserviert.

## Rezeption
Classicos wurde am 2. Mai 2008 mit einem Konzert im Berner Bierhübeli getauft. Zudem konnte das Album am 11. Mai für eine Woche Platz 64 in den Schweizer Album-Charts belegen.